# Lista personajelor din Cântec de gheață și foc
Aceasta este o listă a personajelor din Cântec de gheață și foc.

## Consiliul mic de la Debarcaderul Regelui
- Regele Tommen
- Regina Regentă Cersei
- Marele Maester Pycelle
- Maesterul Șoaptelor, eunucul Varys, supranumit "Păianjenul"
- Kevan Lannister
- Tywin Lannister, Mâna Regelui
- Tyrion Lannister, maestrul vistiernicilor

## Marile Case

### Casa Arryn
- Robert Arryn

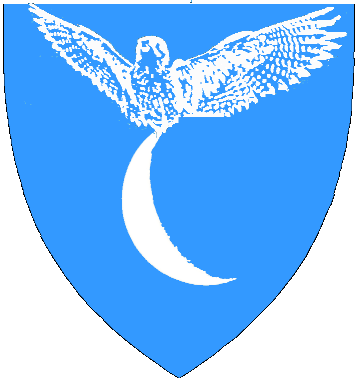
Stema Casei Aryyn

  - El este fiul lui Jon Arryn și al Lysei Tully. El suferă de boala tremuratului, astfel fiind foarte plăpând, având constituția unui copil cu 5 ani mai mic decât el. După moartea tatălui său, el este promis de către mama sa Sansei Stark. El este adesea văzut jucându-se cu o păpușă de cârpă.

- Jon Arryn
  - Jon moare cu puțin timp înainte de începerea primului volum. Mai târziu se va dovedi ca soția sa l-a otrăvit, pentru a se putea căsători cu Petyr Baelish, fostul Maestru Vistiernic. Cu 20 de ani în urmă, el i-a avut ca pupili la curte pe Robert Baraethon, viitorul Rege al Westerosului și pe Eddard Stark, viitorul Păzitor al Nordului. El este tată lui Robert Arryn și soțul Lysei Tully.

### Casa Baratheon
- Robert Baratheon
  - El este Regele celor Șapte Regate timp de aproape 20 de ani, datorita victoriei sale împotriva prințului Rhaegar Targaryen la Trident. El este ucis de către un mistreț în prima carte, însa unii considera că acolo a fost mâna soției sale, Cersei Lannister, fapt dovedit ulterior. El obișnuia sa lupte cu un ciocan de fier și a crescut ca pupil al Lordului Jon Arryn împreună cu Ned Stark, care ii va deveni mâna și care este în mare parte merituosul câștigării luptei de la Trident. Nu a avut nici un copil legitim
- Joffrey Baratheon
- Myrcella Baratheon
- Tommen Baratheon
- Renly Baratheon
- Stannis Baratheon

### Casa Lannister
- Tywin Lannister
- Cersei Lannister
- Jaime Lannister
- Kevan Lannister
- Lancel Lannister
- Tyrion Lannister

### Casa Martell
- Doran Martell
- Arianne Martell
- Oberyn Martell
- Quentyn Martell
- Șerpoaicele Nisipului
- Elia Martell

### Casa Stark
- Eddard Stark
- Robb Stark
- Sansa Stark
- Arya Stark
- Bran Stark
- Rickon Stark
- Jon Snow
- Lyanna Stark

### Casa Tully
- Hoster Tully
- Catelyn Tully
- Lysa Tully
- Edmure Tully
- Brynden Tully

### Casa Tyrell
- Mace Tyrell
- Willas Tyrell
- Garlan Tyrell
- Loras Tyrell
- Margaery Tyrell

## Casa Targaryen

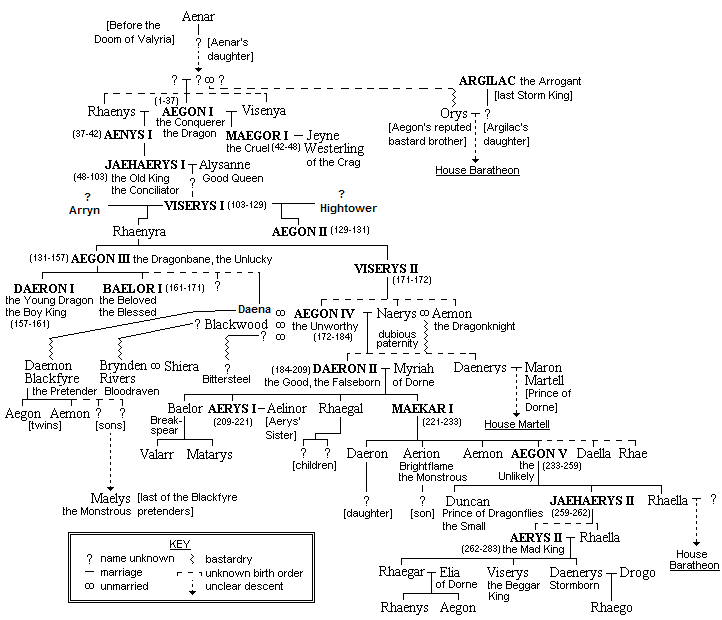
Arborele genealogic al casei de Targaryen

- Viserys Targaryen
- Daenerys Targaryen
- Maester Aemon
- Aegon al V-lea Targaryen
- Aerys al II-lea Targaryen
- Rhaegar Targaryen
- Aegon al VI-lea Targaryen

## Alte Case mai mici

### Casa Greyjoy
- Balon Greyjoy
- Asha Greyjoy
- Theon Greyjoy
- Alannys Greyjoy
- Euron Greyjoy
- Victarion Greyjoy
- Aeron Greyjoy

### Casa Florent
- Alester Florent
- Melara Florent
- Alekyne Florent
- Melassa Florent
- Rhea Florent
- Axell Florent
- Selyse Baraethon
- Edric Storm

## Rebeli, Tălhari și Frați Jurați

### Frați Jurațiai Rodului de Noapte
- Jeor Mormont, fost lord comandant, omorât de niște dezertori
- Jon Snow, scutierul său, devenit al 998-lea Lord Comandant
- Thoren Smallwood, prim-cercetaș
- Jarmen Buckwell
- Eddison Tollet
- Ottyn Whyters, comandant al ariergărzii
- Mallador Locke, comandant al convoiului de echipamente
- Qhorin Halfland
- Bowen Marsh, Lord Administrator
- Benjen Stark, prim cercetaș, disparut
- Hobb Trei-Degete, bucătarul
- Donal Noye, constructor
- Samwell Tarly, fiul Lordului Randyl Tarly, viitor maester, prietenul lui Gilly, fata și soția sălbaticuui Crassen
- Pyp și Gren, prieteni ai lui Jon Snow
- Janos Slynt, fost Lord de Harrenthal

### Haiduci
- Conducătorul lor, Lordul Fulgerului, Beric Dondarrion
- Mana sa dreaptă, Preotul Thoros din Myr, slujitor al lui R'hllor
- Lem Mantie-de-Lămâie, Tom de Șapte, Anguy, Gendry

### Sălbaticii de la Nord de Zid
- Mance Rayder, Regele-de-Dincolo-de-Zid, un dezertor al Rondului de Noapte
- Dalla, soția sa
- Val, sora soției sale
- Harma Cap-de-Câine
- Valamyr, omul-fiara
- Rattleshirt, Lordul Oaselor
- Magnarul din Styr
- Tormund Năpasta Uriașilor